# Aglaoctenus
Pour les articles homonymes, voir Porrima.
Genre
Synonymes
- Porrima Simon, 1898 nec Grote, 1877
- Porrimosa Roewer, 1960
- Porrimula Roewer, 1960

Aglaoctenus est un genre d'araignées aranéomorphes de la famille des Lycosidae.

## Distribution
Les espèces de ce genre se rencontrent en Amérique du Sud.

## Liste des espèces
Selon World Spider Catalog (version 17.0, 29/03/2016) :
- Aglaoctenus castaneus (Mello-Leitão, 1942)
- Aglaoctenus lagotis (Holmberg, 1876)
- Aglaoctenus oblongus (C. L. Koch, 1847)
- Aglaoctenus puyen Piacentini, 2011
- Aglaoctenus yacytata Piacentini, 2011

## Publication originale
- (en) Tullgren, 1905 : Aranedia from the Swedish expedition through the Gran Chaco and the Cordilleras. Arkiv för Zoologi, vol. 2, no 19, p. 1-81 (texte intégral).